# Tarnawa Górna (Petite-Pologne)
Pour les articles homonymes, voir Tarnawa Górna.
Tarnawa Górna est une localité polonaise de la gmina de Zembrzyce, située dans le powiat de Sucha en voïvodie de Petite-Pologne.
Le village a été créé par les Valaques au XVIIe siècle et était initialement connu sous le nom de Rzedz ou Rec.